# Rezart Taçi
Rezart Taçi (ur. 1971 w Tiranie) – albański przedsiębiorca i działacz charytatywny, prezes Albańskiej Federacji Szachowej.

## Życiorys
W 1998 roku rozpoczął karierę w branży handlu produktami naftowymi.
W 2003 roku założył firmę Taçi Oil International Trading and Supply Company Sh.A (Taçi Oil). Początkowo firma zatrudniała tylko sześciu pracowników i wynajmowała magazyny w porcie w Shëngjinie, jednak z czasem firma nabyła ten obiekt oraz magazyn w porcie w Durrës. W 2013 roku łączna objętość tych magazynów wynosiła ponad 80 000 m³.
W 2004 roku Taçi założył w Szwajcarii firmę Anika Enterprises S.A., działająca jako ramię handlowe Taçi Oil.
W celu rozszerzenia swoich wpływów w sektorze detalicznym produktów rafineryjnych, w 2006 roku założył firmę KUID Sh.p.k. Firma rozpoczęła działalność od 29 stacji benzynowych. W 2009 roku firma KUID posiadała 84 stacji. W 2013 roku firma posiadała już ponad 300 stacji benzynowych i zatrudniała około 1400 pracowników.
W 2008 roku Taçi uzyskał 85% akcji firmy ARMO. W tym roku również założył prywatną szkołę dla klas 1-12.
W latach 2011–2012 firma Taçi Oil była sponsorem włoskiego klubu A.C. Milan.
W październiku 2012 roku Taçi planował kupić za 850 mln euro albańskie przedsiębiorstwo energetyczne Albpetrol, ale transakcja nie doszła do skutku.